# Madres por el clima
Madres por el clima é um movimento civil de apoio à luta contra as alterações climáticas feitos pelo Extinction Rebellion (2018) e Fridays for Future (2019), buscando o bem-estar do planeta para os seus descendentes, baseado em ações de conscientização contundentes usando a desobediência civil.
As ações do ser humano no meio ambiente geram consequências mais evidentes a longo prazo, o aquecimento global já é evidente, porém as maiores consequências serão vividas pelas gerações futuras.
Surgiram alguns grupos de apoio regionais como o Madres por el Clima, Teachers for Future para fazerem propostas em defesa do clima/planeta, e prol do movimento social Extinction Rebellion formado em 2018 e o movimento estudantil Fridays for Future (ou Juventude pelo Clima) em 2019 , que são greves escolares pelo mundo feitos por mães e pais do movimento Parents for Future criado em 2019 (grupo alemão do mimento For Future) inspirado na ativista sueca Greta Thunberg, que protestou no parlamento da Suécia em 2018.
Estes grupos regionais de conscientização  através da desobediência civil em massa alerta sobre a emergência climática como um tema prioritário para a sobrevivência desta civilização, e assim buscar medidas radicais urgentes para reduzir o efeito estufa e, manter o aquecimento global menor que 1,5°C. Formar grupos em centros educativos fortalece o trabalho sobre as questões da crise climática, pois envolve toda a comunidade educativa.
Em 2019, mais de duzentos grupos de mães e pais em quase trinta países assinaram a declaração dos movimentos Our Kids’ Climate e Parents For Future, que foi entregue na Conferência de Mudanças Climáticas da ONU (a COP25) que ocorreu na capital espanhola de Madri, para pressionar os representantes dos países presentes nesta, para que criem uma ação climática efetiva e urgente que proteja a saúde e o futuro para as crianças do mundo, antes que seja tarde.
| “                                                                     | “As catástrofes relacionadas com o clima tornaram-se a nova normalidade, e a saúde, a vida e o futuro das crianças estão em risco devido ao caos climático.“; “Não podemos aceitar que este seja o mundo que vamos entregar aos nossos filhos.” | ” |
| — Jesus Garcia, representante do grupo Madres por el clima da Espanha | |   |